# 彼得·古特曼
彼得·古特曼（英語：Peter Gutmann）是一位紐西蘭奧克蘭大學電腦科學系教授，專業領域為電腦、資料、密碼安全體系，包括電腦安全架構、安全使用性與硬碟安全模組等主題。他曾發現許多密碼系統與安全協議的漏洞，也是開源軟體「Cryptlib」安全資料庫的發展者，並曾對良好隱私密碼法（PGP）第二版修訂有所貢獻。
古特曼的主要貢獻在於電子記憶體媒介與磁性資料刪除研究。他曾在其論文《從磁性及固態硬碟中安全刪除數據的方法》（Secure Deletion of Data from Magnetic and Solid-State Memory）中，提出「古特曼演算法」，透過35次覆寫硬碟資料消除剩磁效應，盡可能完全刪除電子資料，奠定現代資訊安全研究的基礎。

## 著作
- Gutmann, Peter (2003). Cryptographic Security Architecture: Design and Verification, ISBN 978-0-387-95387-8
- Gutmann, Peter (2000). The Design and Verification of a Cryptographic Security Architecture, PhD thesis

## 外部連結
- 古特曼在奧克蘭大學的官方網站 （页面存档备份，存于） （英文）
- Vista copy protection is defended （页面存档备份，存于）, 2007-01-22 BBC reported Microsoft's response to Gutman's white paper
- Macalope blog[]